# CGB7
CGB7‏ (Choriogonadotropin subunit beta) هوَ بروتين يُشَفر بواسطة جين CGB7 في الإنسان.